# Castello di Golaso
Il castello di Golaso  è un complesso fortificato che sorge a poca distanza dal torrente Ceno nella piccola frazione di Golaso, appartenente al comune di Varsi, in provincia di Parma.

## Storia

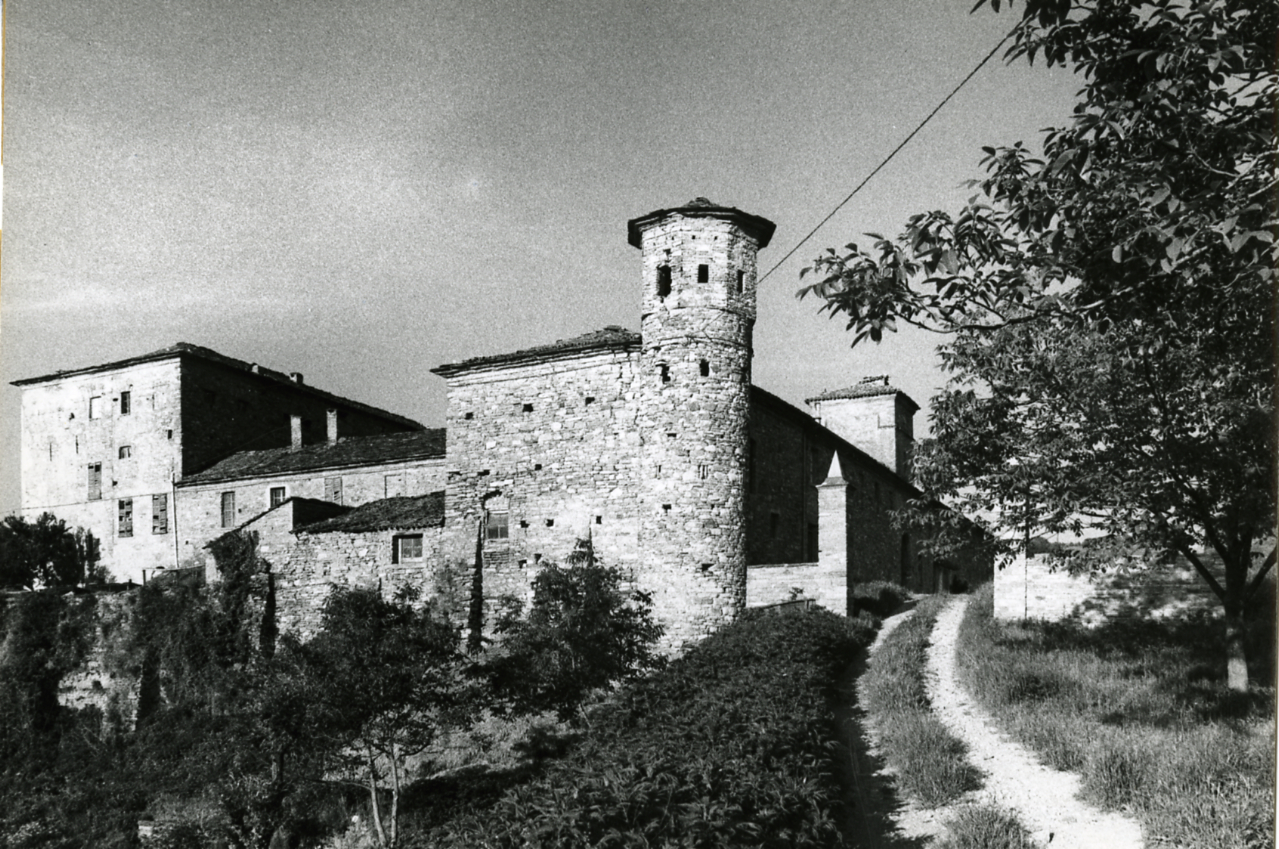
Il fianco occidentale della casa-forte nel 1976

L'antica "Agulate" risultava sicuramente già abitata nel 769, ma del castello non si hanno notizie certe né relativamente all'epoca costruttiva né riguardo ai primi proprietari. Secondo alcuni studiosi l'originaria fortificazione potrebbe risalire al VI o VII secolo, mentre altri propendono verso un'epoca più recente, intorno al XIII secolo; la primitiva struttura a carattere marcatamente difensivo fu tuttavia profondamente modificata intorno al XVI o XVII secolo, trasformandosi in una signorile casa-forte tardo-rinascimentale, sede di una tenuta agricola.
Le prime informazioni certe si riferiscono al XVIII secolo, quando l'edificio apparteneva ai conti Rugarli, proprietari anche del vicino castello di Varsi; la casata ne mantenne i diritti feudali fino alla loro abolizione sancita nel 1805 da Napoleone nell'ex ducato di Parma e Piacenza.
Negli anni seguenti il maniero passò alla famiglia Corsini, che, parenti dei Rugarli, ne risultava proprietaria già nel 1832; il castello appartiene tuttora ai discendenti della casata.

## Descrizione

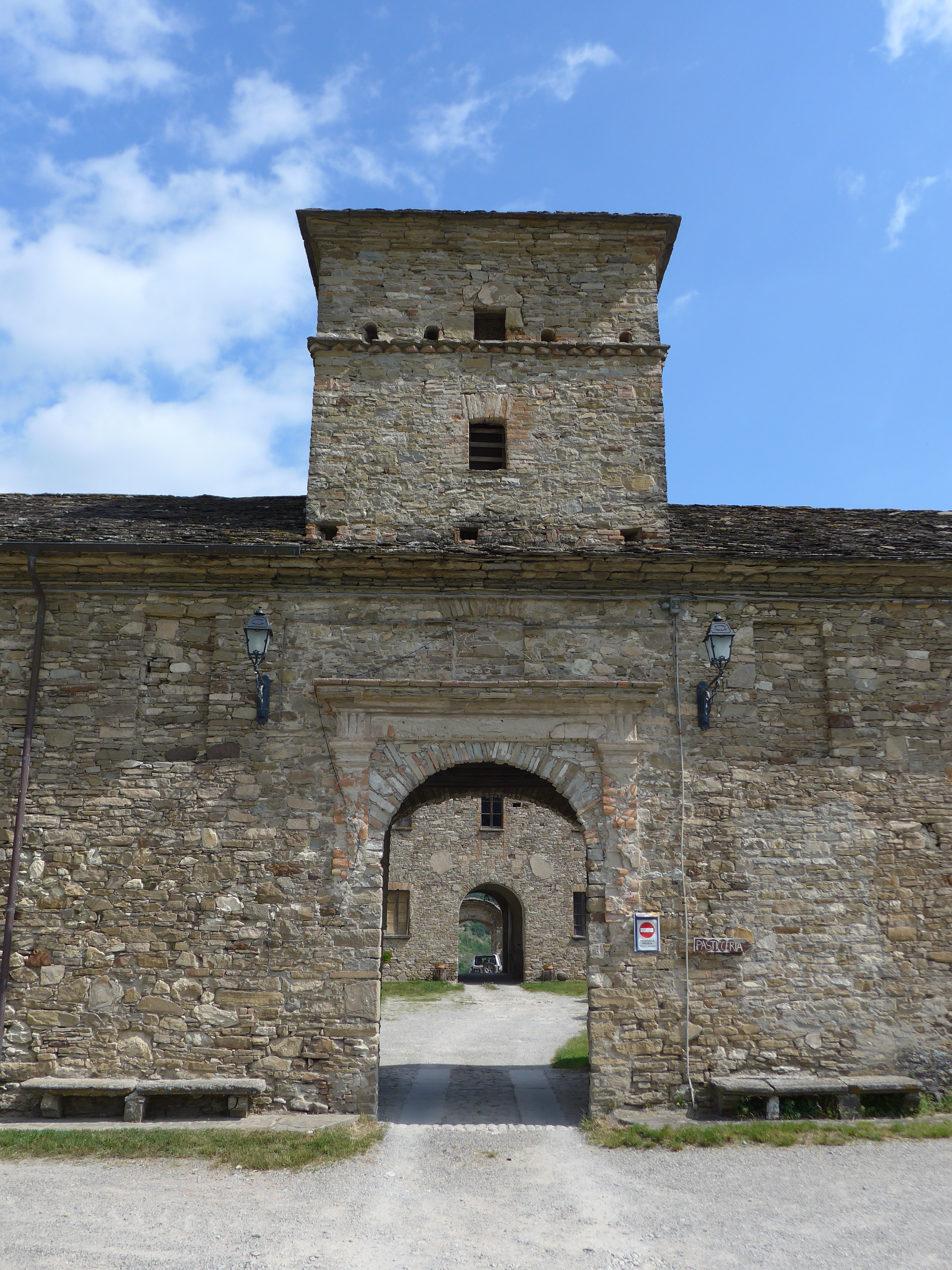
La torre d'ingresso

Il grande complesso fortificato, sviluppato su una superficie di circa 5000 m², si articola attorno a due cortili; il primo, di forma pressoché quadrata, è anticipato dall'ala d'ingresso a sud e contornato da tutti i principali edifici del castello; il secondo, posto sul retro, si affaccia direttamente sulla campagna.

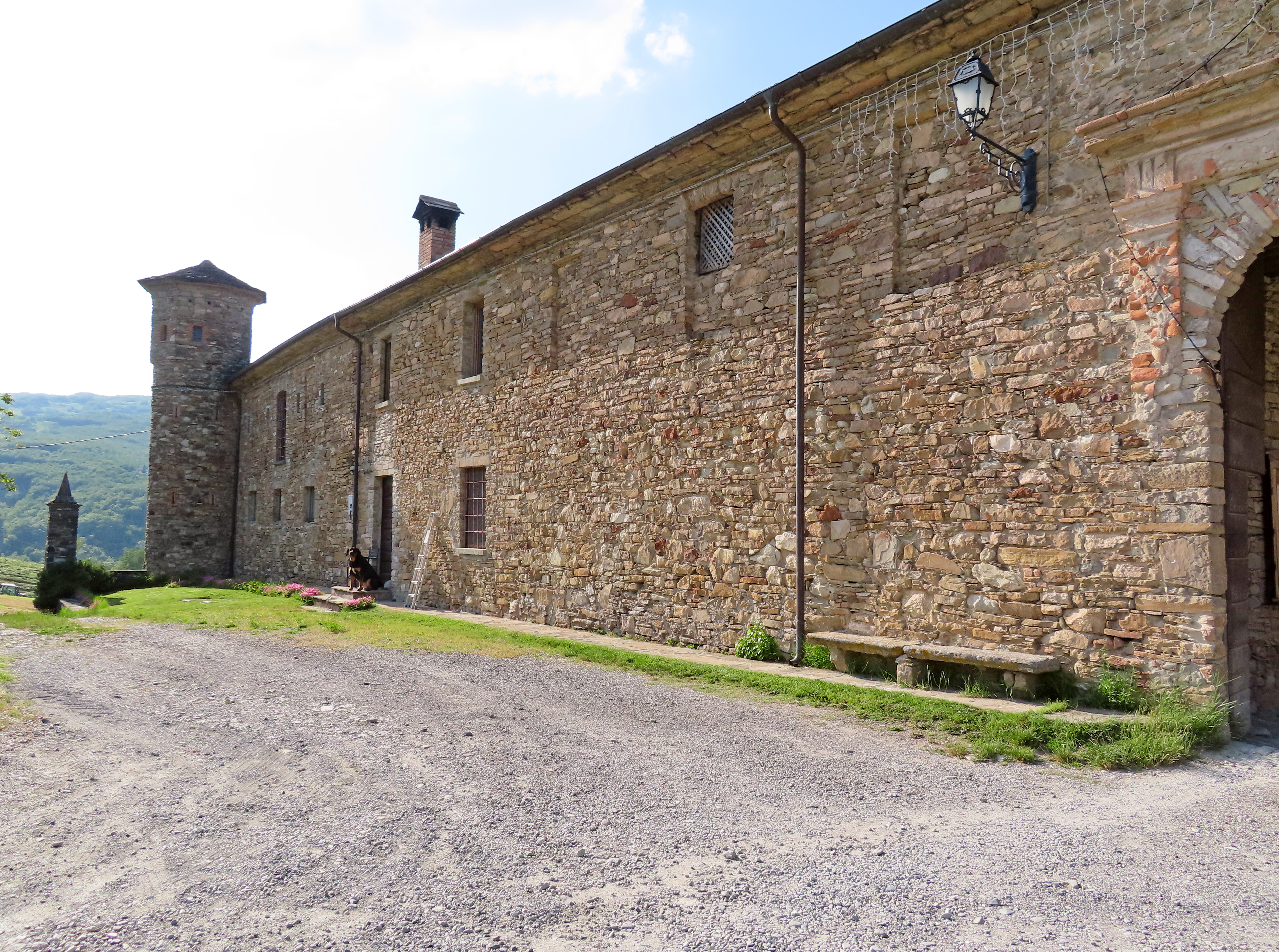
Porzione occidentale della facciata

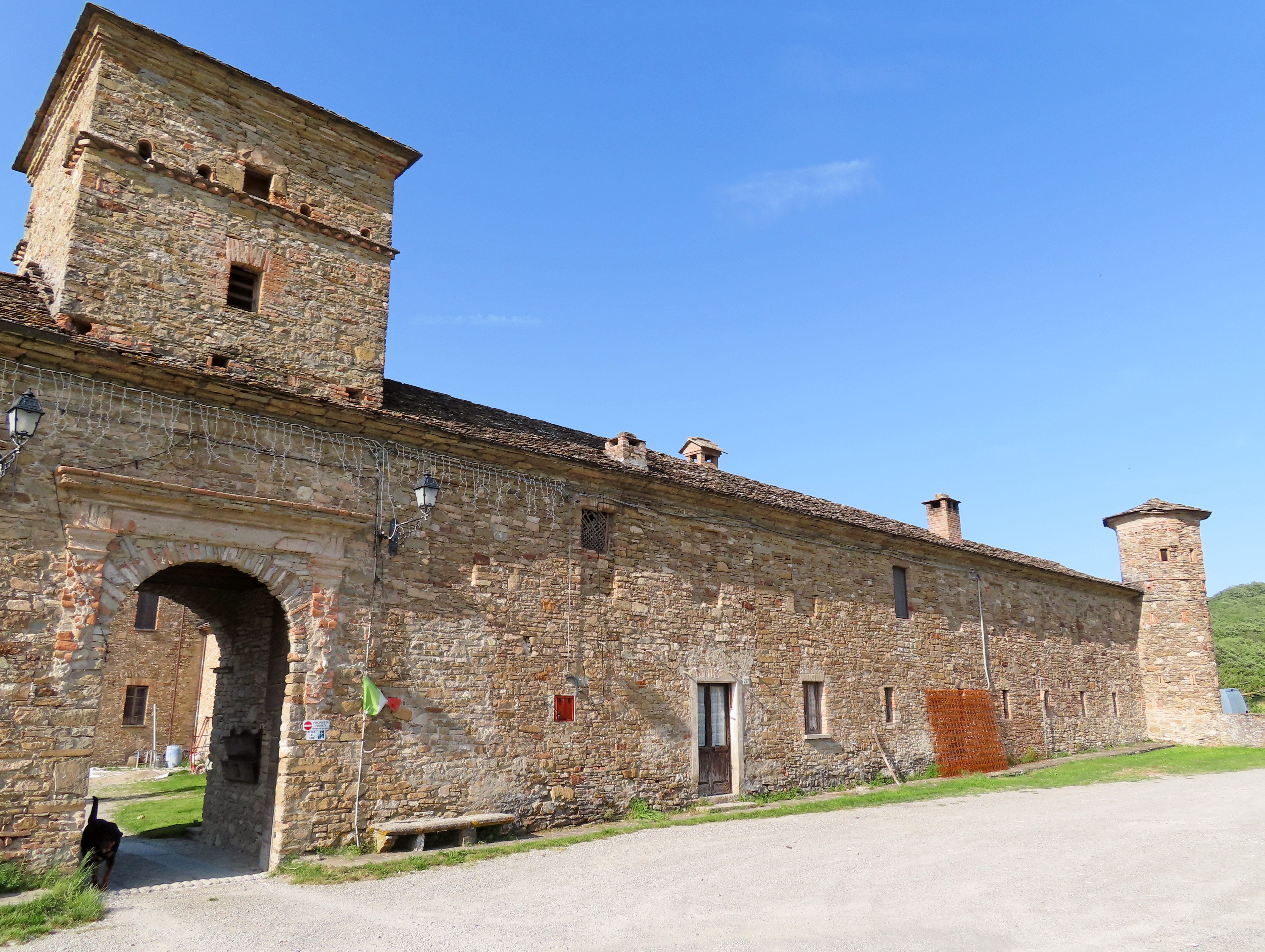
Porzione orientale della facciata

La lunga facciata su due livelli è preceduta da un piccolo spiazzo rettangolare delimitato da un basso muretto, con due accessi ai lati e uno frontale, affiancati da pilastri coronati da guglie piramidali; interamente rivestito in pietra come il resto della casa-forte, il prospetto del maniero è caratterizzato dalla presenza di tre torri. Le due estreme, più piccole, si innalzano su alti basamenti cilindrici privi di aperture, mentre le sommità, a pianta ottagonale, si affacciano verso l'esterno con piccole feritoie rettangolari delimitate da mattoni; a coronamento i tetti si elevano sopra ai cornicioni modanati. La massiccia torre sull'ingresso, di forma quadrata, presenta due finestrelle nel mezzo, separate da una fascia orizzontale decorativa in laterizio. Il portale d'accesso ad arco a tutto sesto è affiancato da due lesene con capitelli dorici in lievissimo aggetto, a sostegno dell'architrave ornato con triglifi; ai lati sono numerose le finestre, di cui molte cieche, che puntellano con una certa regolarità la facciata.

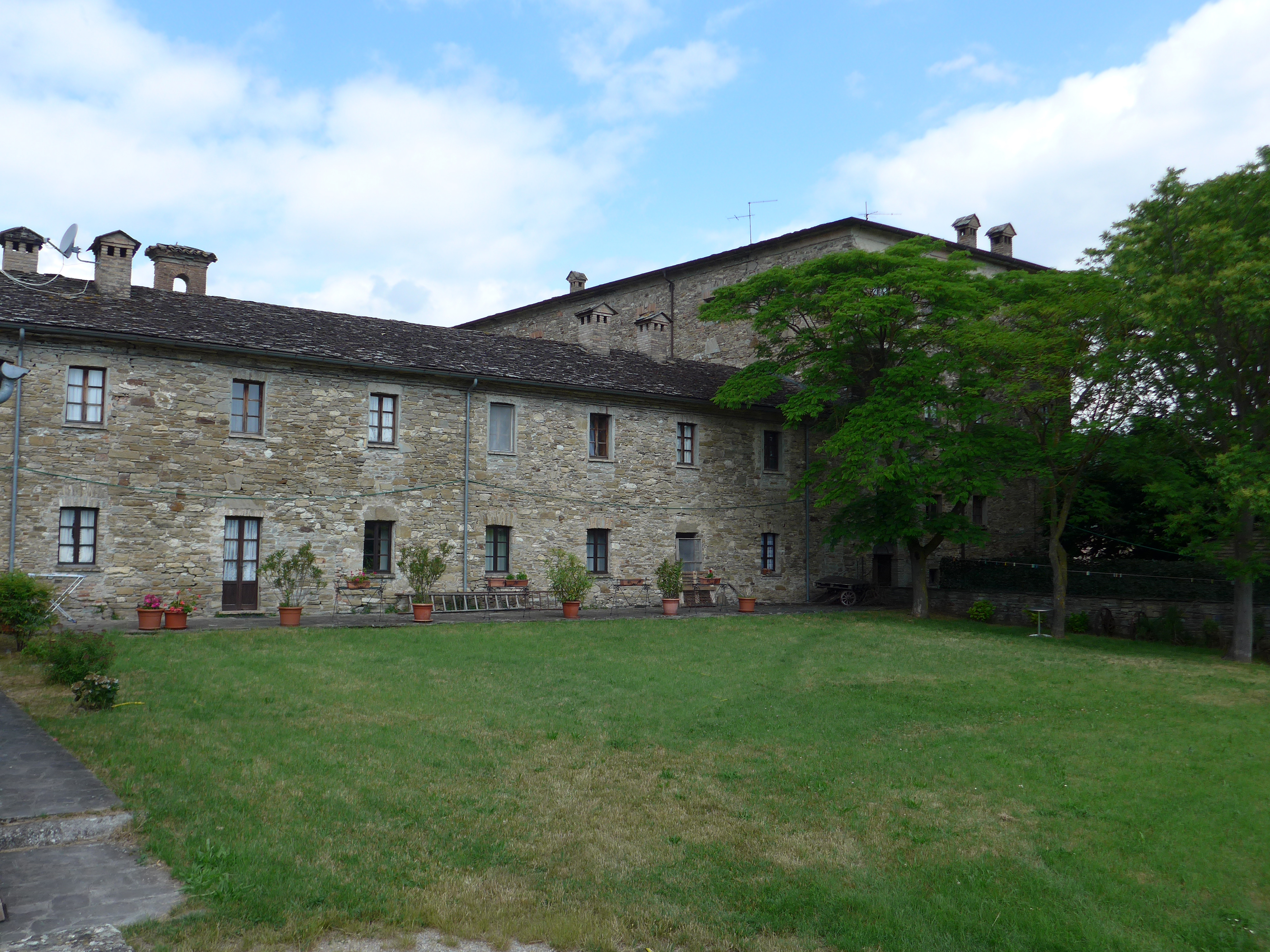
Lato est

All'interno la corte è affiancata su tre lati da ali sviluppate su due livelli, contenenti in origine i locali di servizio e le scuderie, mentre il corpo padronale, noto come il "Palazzo", si staglia più alto di fronte all'ingresso; ai lati di quest'ultimo sono ancora distinguibili le arcate oggi chiuse dell'antico porticato. Pressappoco a metà dell'ala ovest è collocata la cappella, che si distingue per la presenza ai lati delle lesene e in sommità del coronamento triangolare, sovrastato al centro da un piccolo campanile a vela. Per simmetria, anche nell'opposta ala est si trova di fronte all'oratorio una struttura molto simile alla precedente a eccezione delle aperture; accanto a essa è collocato, all'interno di un piccolo corpo aggettante in laterizio chiuso da tetto in lastre di pietra, il pozzo, con apertura ad arco a tutto sesto.
Il "Palazzo" si erge massiccio sul lato settentrionale della corte; privo di decorazioni, l'imponente edificio è attraversato da un lungo androne coperto da volta a botte, che conduce al secondo cortile a forma di U; alle estremità di quest'ultimo, delimitato da un alto muro e da alcuni edifici agricoli, erano in origine collocate due torri quadrangolari, oggi quasi completamente scomparse; di una di esse si ha testimonianza in un disegno ottocentesco conservato presso la Biblioteca Palatina di Parma. Al centro del lato settentrionale, un portale ad arco a tutto sesto delimitato da doppie lesene si apre verso la tenuta e il torrente Ceno.
Secondo la tradizione, il castello ricorderebbe la suddivisione temporale dei mesi e dei giorni dell'anno solare; pare infatti che contenga complessivamente 12 scale, 30 porte e 365 finestre.
Non lontano, in prossimità del Ceno, sorge infine l'antico mulino a servizio del castello; l'edificio in pietra, dotato di tre macine, fu utilizzato fino al 1989, quando, in seguito alla deviazione del canale che lo alimentava, fu interamente ristrutturato e trasformato in abitazione privata.